# Засада у Танушевци
Засада у Танушевци — засада, устроенная албанскими повстанцами АНО 4 марта 2001 года возле деревни Танушевцы в ходе конфликта 2001 года в Бывшей Югославской Республике Македония.

## Предыстория
17 февраля 2001 года в селе Танушевцы начались бои, а 1 марта 100 албанских повстанцев вошли в село.

## Засада
Албанские повстанцы заминировали дорогу, ведущую в Танушевцы. В 7:30 автомобиль Вооружённых сил БЮРМ подорвался на мине, в результате чего погибли два солдата. В 8 часов утра повстанцы открыли огонь по военным, тем самым убив одного солдата.

## Последствия
Европейский Союз осудил нападение. Из-за засады БЮРМ закрыла границу с Косово. Власти БЮРМ отправили туда от 3000 до 4000 человек для борьбы с повстанцами, но через несколько дней восстание распространилось на близлежащие деревни. Около 500 жителей Танушевцев, в основном женщины и дети, сбежали в Косово.